# Campeonato de Oceanía de Taekwondo de 2022
El VI Campeonato de Oceanía de Taekwondo se celebró en Papeete (Francia) en 2022 bajo la organización de la Unión de Taekwondo de Oceanía.
En total se disputaron en este deporte ocho pruebas diferentes, cuatro masculinas y cuatro femeninas.

## Resultados

### Masculino
| Evento | Oro                             | Plata                               | Bronce                                                                  |
| ------ | ------------------------------- | ----------------------------------- | ----------------------------------------------------------------------- |
| –58 kg | Bailey Malcolm Lewis Australia  | Cole Atane Nueva Zelanda            | Jack Aebata Aenaasi · Islas Salomón · Bobby Willie · Papúa Nueva Guinea |
| –68 kg | Thomas Afonczenko Australia     | Alex Rider Nueva Zelanda            | Uhia Soakai Langi Tonga Maxwell Watene Nueva Zelanda                    |
| –80 kg | Leon Sejranovic Australia       | Liam Sweeney Australia              | Taumatai Payet Polinesia Francesa Urarii Tehia Polinesia Francesa       |
| +80 kg | Manu Huaatua Polinesia Francesa | Ariihei Lehartel Polinesia Francesa | Eisa Mozdeh Jouybari Nueva Zelanda Tyrone Staben Australia              |

### Femenino
| Evento | Oro                          | Plata                           | Bronce                                                            |
| ------ | ---------------------------- | ------------------------------- | ----------------------------------------------------------------- |
| –49 kg | Saffron Tambyrajah Australia | Juliet Lahood Australia         | Tiare Huaatua Polinesia Francesa Rosemary Tona Papúa Nueva Guinea |
| –57 kg | Stacey Hymer Australia       | Kawehi Iorss Polinesia Francesa | Angel Sitapa Nueva Zelanda Jessica Borg Australia                 |
| –67 kg | Rebecca Murray Australia     | Honestly Morete Nueva Zelanda   | Paulina Lolohea Nueva Zelanda                                     |
| +67 kg | Reba Stewart Australia       | Emily Stellino Australia        | Morgan Burt Nueva Zelanda Hinavai Tepea Polinesia Francesa        |

## Medallero
| Núm. | País               | Oro | Plata | Bronce | Total |
| ---- | ------------------ | --- | ----- | ------ | ----- |
| 1    | Australia          | 7   | 3     | 2      | 12    |
| 2    | Polinesia Francesa | 1   | 2     | 4      | 7     |
| 3    | Nueva Zelanda      | 0   | 3     | 5      | 8     |
| 4    | Papúa Nueva Guinea | 0   | 0     | 2      | 2     |
| 5    | Islas Salomón      | 0   | 0     | 1      | 1     |
| 5    | Tonga              | 0   | 0     | 1      | 1     |
|      | TOTAL              | 8   | 8     | 15     | 31    |